# Sauda
Za Urdu pesnika glej: Mirza Rafi Sauda
lat_seclon_seclon_minlat_deglon_deglat_min
 je mesto in občina v administrativni regiji Oppland na Norveškem.
1. ↑  »Forskrift om målvedtak i kommunar og fylkeskommunar« (v norveščini). Lovdata.no.